# Позиція палебійника (секс)

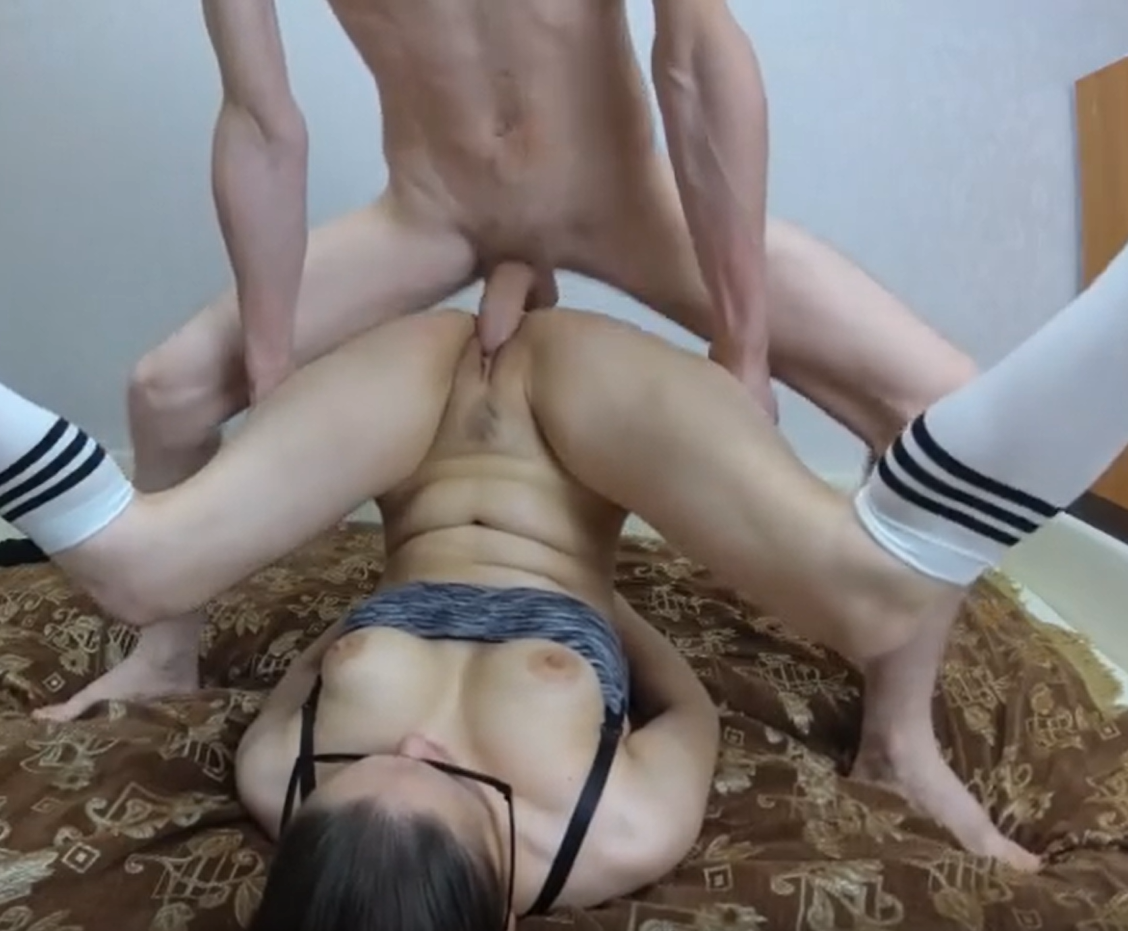
Чоловік та жінка у позиції палебійника

Позиція палебійника (англ. piledriver) - сексуальна позиція.    Вона отримала свою назву через схожість із рухом палебійної машини, де енергійний вертикальний рух є основною характеристикою.
Один партнер (приймаючий) лежить на спині у позі, подібній до пози плуга йоги, піднімаючи ноги високо вгору або навіть за голову. Інший партнер стоїть або знаходиться в присяді зверху, входячи пенісом чи іншим предметом під майже прямим кутом у піхву чи анус. Відбувається глибоке проникнення.
Кут проникнення є майже вертикальним, що створює глибше фізичне та емоційне відчуття. Поза вимагає гнучкості та фізичної підготовки, особливо від партнера, який лежить. Завдяки куту, це одна з поз, яка дозволяє максимально інтенсивне відчуття.